# Цимбалів яр
Цимбалів яр — історична місцевість в м.Києві, яка пролягає вздовж вулиці Цимбалів Яр та охоплює низку прилеглих до нього вулиць і провулків (в тому числі Бойову вулицю, Інгульський, Райгородський провулки, більшу частину провулків Чумацького і Цимбалів Яр). Розташована між місцевостями Деміївка і Добрий Шлях (межує з ними по вулицях Малокитаївській, Листопадній та Чумацькому провулку).
Назва — від господарів 3 садиб у Цимбаловому Яру — Цимбаленків. Цимбалів яр відомий з кінця ХІХ століття й відтоді
забудовується приватними малоповерховими будинками (найінтенсивніший період забудови — 1930—50-і роки.

## Джерело
- Київ. Історична енциклопедія. 1917—2000 роки.

- Київ. Короткий топонімічний довідник. Довідкове видання / Л. А. Пономаренко, О. О. Різник — К. : Видавництво «Павлім», 2003. — 124 с. : іл. — ISBN 966-686-050-3.